# بانکداری متمرکز
سیستم بانکداری متمرکز (به انگلیسی: Core Banking) به گونه‌ای از بانکداری گفته می‌شود که در آن کلیهٔ اطلاعات و تعاملات مالی در شبکهٔ بانکی مورد نظر، در یک واحد اطلاعات مرکزی (Core) نگهداری و ثبت می‌شود. این سیستم بر اساس رویکردهای استراتژیک بانکی و به منظور بهبود عملیات، کاهش هزینه‌ها و ایجاد آمادگی برای رشد بانک مورد بهره‌برداری قرار می‌گیرد.
به‌طور کلی این سیستم کلیه محصولات، خدمات بانکی، عملیات راهبری و مدیریت آن‌ها را از طریق دسترسی به پایگاه داده‌های مشترک و متمرکز در قالب یک سیستم ارائه می‌کند که انعطاف‌پذیری این سیستم و مشتری محوری از ویژگی‌های مهم آن است. بدون ایجاد یک بانک اطلاعاتی متمرکز و یکپارچه، خدمات بانکداری الکترونیک به صورت جزیره‌ای و غیرهمسان خواهد بود.
در اجرای یک سیستم متمرکز بانکی، مدولار و مبتنی بر تکنولوژی‌های نوین نرم‌افزاری مبتنی بر کامپوننت عملیات تجمیع با تکنولوژی‌های قدیمی بانک را میسر می‌نماید.
مزایا و نتایج حاصل از راه‌اندازی سیستم بانکداری متمرکز و توسعه بانکداری الکترونیکی مواردی همچون افزایش رضایتمندی مشتریان را به دلیل ارائه محصولات و خدمات متنوع، افزایش بهره وری عملیاتی، افزایش کارایی و بهره وری منابع انسانی، مدیریت هزینه‌های عملیاتی و نگهداشت و توانایی بیشتر را در برمی‌گیرد.
از آنجایی که حضور مشتریان در شعب بانک‌ها هزینه‌آور است، توسعه خدمات الکترونیک مبتنی بر بانکداری متمرکز امکان کنترل لحظه‌ای سود و زیان و روند تأمین منابع و اعطای تسهیلات را فراهم می‌آورد. بنابراین فراهم آوردن امکانات بانکداری متمرکز الکترونیک برای بانک‌های بسیار ضروری است.

## سیستم‌های بانکداری متمرکز در جهان
| محصول                                         | تولیدکننده                                                                       |
| --------------------------------------------- | -------------------------------------------------------------------------------- |
| سیستم نرم‌افزاری ترنج                          | DOTIN                                                                            |
| BANCO® Core Banking                           | TOSAN                                                                            |
| FARANEGIN® core banking                       | TOSAN                                                                            |
| BankFusion Universal Banking                  | Misys                                                                            |
| Finacle                                       | اینفوسیس                                                                         |
| CFT-Bank                                      | Center of Financial Technologies (CFT)                                           |
| Alnova Financial Solutions                    | اکسنچر / Alnova                                                                  |
| Insite Banking System                         | Automated Systems, Inc.                                                          |
| Profile (software) (formerly Sanchez Profile) | Fidelity National Information Services (FIS)                                     |
| SAB AT                                        | SAB                                                                              |
| Signature (software)                          | Fiserv                                                                           |
| Systematics                                   | Fidelity National Information Services (FIS) (formerly Systematics, Inc/ Alltel) |
| TEMENOS T24                                   | Temenos Group                                                                    |

## سیستم‌های بانکداری متمرکز در ایران
اولین الزام برای پیاده‌سازی سامانه یکپارچه بانکی یا کربنکینگ از سوی شبکه بانکی کشور به سال 1387 باز می‌گردد.
مهمترین تولیدکنندگان سیستم متمرکز بانکی در ایران عبارتند از:
- خدمات انفورماتیک
- توسن
- داتین
- ایران ارقام
- بهسازان ملت